# Château Grimaldi (Antibes)
Château Grimaldi är ett borgliknande slott i Antibes i Frankrike, som numera inrymmer Musée Picasso.

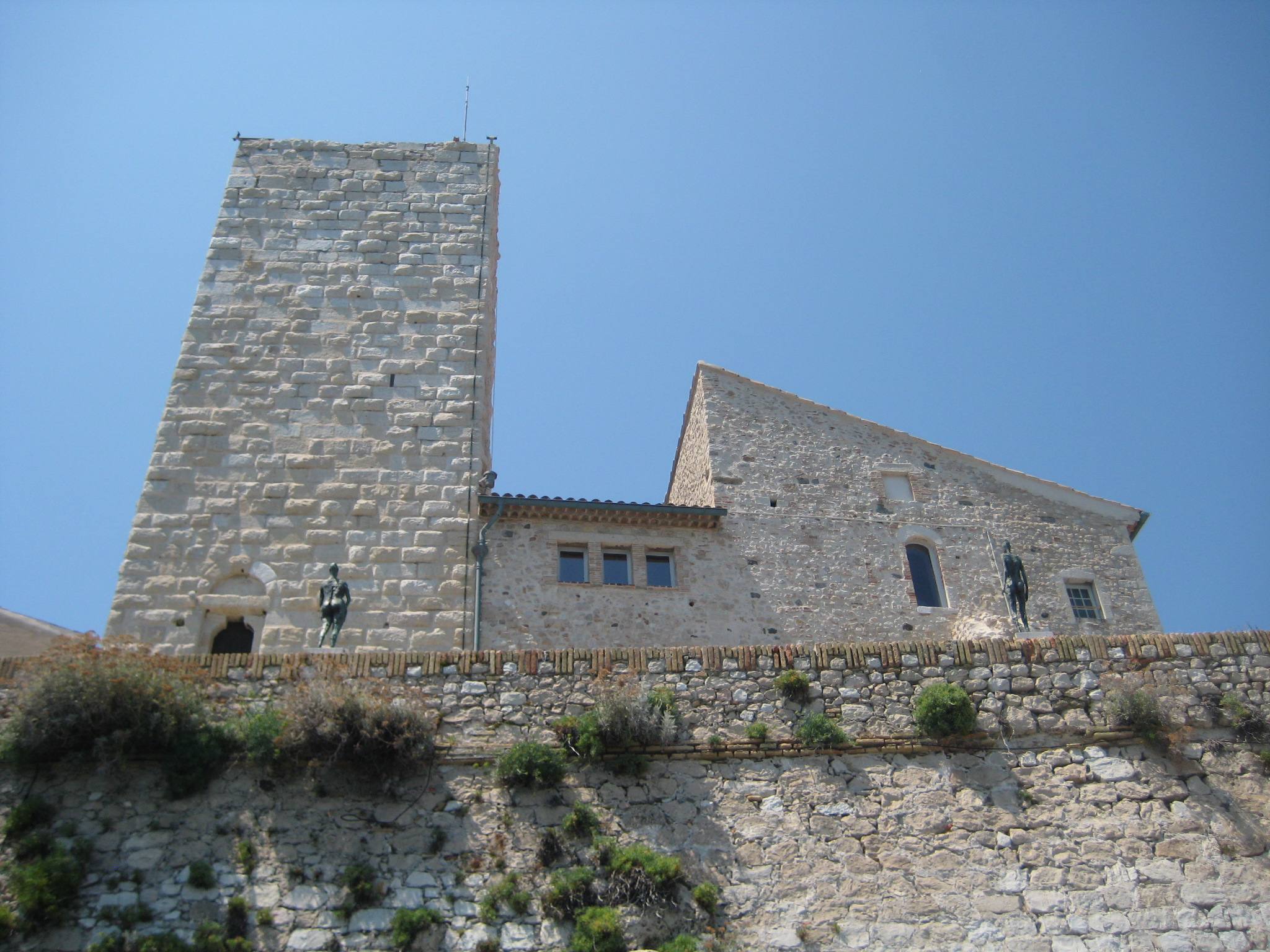
Château Grimaldi sett från bålverket

Borgen uppfördes i den höga staden i den grekiska staden Antipolis. Den nuvarande byggnaden vilar på grunder från den romerska eran. En bit av nedre delen av tornets fasad, med tre-fem meters höjd, har varit en del av en tidigare romersk byggnad, som kan vara från första seklet efter Kristus.
Staden Antibes tillhörde familjen de Grasse till 1200-talet innan den hamnade under biskoparna i Antibes, och senare biskoparna i Grasse. Borgens nuvarande torn ingick i ett romansk donjon från slutet av 1000-talet. Det har ett kvadratiskt tvärsnitt med 6,5 meters sida och är 25 meter högt. Som brukligt på romanska donjoner, är ingångsdörren placerad högt upp med tillträde till salen i våningen en trappa upp endast på en flyttbar trappa. Salen i bottenvåningen var fönsterlös och tillgänglig genom en öppning i golvet i våningen en trappa upp. Våningen två trappor upp kunde bara nås med en trappa monterad på kragstenar längs med murarna.
Château Grimaldi beboddes sedan 1385 av en gren av den genuesiska familjen Grimaldi. Det nuvarande slottet byggdes under 1400-talet och modifierades på 1600-talet.
Kung Henrik IV inköpte förläningen för franska kronans räkning 1608 och familjen Grimaldi installerade  sig i stället på slottet i Cagnes. Deras slott i Antibes blev residens för kungens guvernör, senare stadshus, och därefter en militär kasern fram till 1924. På initiativ av läraren och arkeologen Romuald Dor de la Souchère köpte staden Antibes det nedgångna slottet 1925 för att i detta inrätta ett historiskt och arkeologiskt museum, Musée Grimaldi. 
År 1946 erbjöds Pablo Picasso, som bodde i närbelägna  Golfe-Juan, av Dor de la Souchère, efter ett initiativ av konstnären Michel Sima, att ha sin ateljé i byggnaden, i stora salen på andra våningen. Han hade en mycket produktiv period under sitt arbete där under sex månader innan han 1947 flyttade till Vallauris, och donerade ett stort antal skisser och verk till staden Antibes.
Antibes inrättade 1966 slottet som Musée Picasso och flyttade senare de historiska och arkeologiska samlingarna till det 1993 öppnade Musée d'archeologie i den restaurerade Bastion Saint-André.
Slottet är byggnadsminne sedan 1928.